# Halleluja
Halleluja er en dansk kortfilm fra 2001, der er instrueret af Søren Frellesen efter manuskript af Tine Frellesen.

## Handling
De to teenage-døtre Pernille og Line bliver kastet ud i en krise, da deres forældre beslutter sig for at blive kristne. Fra at være et par ualmindelig populære forældre, er de nu bare pinlige, og Pernille og Line bliver nødt til at handle. Pigerne udtænker en snedig plan, for at skræmme forældrene væk fra religionen, men pludselig begynder andre faktorer at spille ind.